# 너헬라넌어니어르 (영국 의회 선거구)
너헬라넌어니어르 (Na h-Eileanan an Iar, 스코틀랜드 게일어 발음: [nəˈhelanən əˈɲiəɾ])는 스코틀랜드 북서부에 위치한 영국 의회의 선거구이다. 1918년에 신설되었으며 과거에는 웨스턴아일스(Western Isles)라는 이름으로 불렸다.
등록 유권자는 약 2만 명 가량으로, 영국 전역의 선거구 가운데서도 가장 작은 규모를 자랑하고 있다. 2011년 의회 선거제 및 선거구법의 특별조항에 의거하여 다른 지역구와 통합되지 않도록 보장받는 선거구이다.

## 역사
1918년 로스 크로마티 선거구와 인버네스셔 선거구의 도서 지역들을 통합하는 방식으로 신설되었다. 당시 명칭은 '웨스턴아일스' (Western Isles)였으며, 관할구역은 로스크로마티주와 인버네스셔주의 2개 지역정부에 걸쳐 있었다.
1975년 도서지역의 행정구역을 통합해 아우터헤브리디스라는 단일 의회구역으로 독립하였으며, 1996년 스코틀랜드 행정구역 개편 당시 32개 의회구역 중 하나가 되었다.
2005년 영국 총선을 앞두고 지역어인 스코틀랜드 게일어 명칭으로 '너헬라넌어니어르'라는 이름으로 바뀌었다. 스코틀랜드 의회에도 동일한 이름의 지역구가 존재한다.

## 관할구역
스코틀랜드 북서부에 위치한 아우터헤브리디스 섬 지역 전체를 관할하는 지역구로, 유권자수는 2만 명 대에 불과해 영국에서 가장 유권자수가 적은 선거구이기도 하다. 2024년 영국 총선까지 가장 유권자수가 많은 선거구였던 아일오브와이트의 5분의 1에 불과하다.
스코틀랜드 최북단에 위치한 오크니 셰틀랜드과 통합될 가능성도 제기되고 있으나, 이 둘을 합치더라도 전국 유권자수 평균치에는 한참 미달되는 것이 현실이다. 심지어 전체 투표수는 영국의 농촌 지역구 당선자의 득표수보다 낮다.
1980년 스코틀랜드 구획위원회가 스카이 로칼시 선거구와 통합을 추진한 적이 있으나 지역민 공청회에서 반대에 부딪혀 무산됐다. 오히려 지역구 자체의 비대한 면적, 다른 지역과의 인구차, 지역구 의원의 활동 편의, 지역 전통 등을 고려해서 적은 유권자수를 감안해주어야 한다는 목소리가 제기되었다.
결국 2000년 구획위원회 근거법 개정으로 스코틀랜드의 다른 도서 지역구인 오크니 셰틀랜드가 다른 선거구와 통합하는 것을 금지하는 조항이 신설되었으며, 너헬라넌어니어르 선거구 역시 2011년 의회 선거제 및 선거구법 제정으로 타 지역구와의 통합이 금지되어 있다.

## 정치
너헬라넌어니어르 선거구는 지난 수십년간 노동당과 스코틀랜드 국민당이 번갈아 차지해 왔다. 2005년에는 스코틀랜드 국민당의 텃밭 지역구로 꼽힌 적이 있었으나, 2017년 총선에서 분위기가 역전되어 노동당 후보가 추격해 오기도 했다.
2019년 총선에서는 다시 한번 스코틀랜드 국민당이 우세를 보였으나 2024년 영국 총선에서 노동당 후보가 약 20년 만에 당선되었다. 제3당인 보수당의 경우 2005년 총선과 2010년 총선에서 저조한 득표율로 선거비용 보전에 실패하기도 하였으나 최근 들어 득표율을 늘려나갔다.
2014년 스코틀랜드 독립 국민투표에서 53.42%(10,544) 대 46.58%(9,195)의 차이로 독립 반대가 우세를 점했다. 전체 투표율은 86.2%로 집계되었다.

## 국회의원 목록
| 선거 | 선거   | 국회의원          | 정당       |
| ---- | ------ | ----------------- | ---------- |
|      | 1918년 | 도널드 머레이     | 자유당     |
|      | 1922년 | 윌리엄 코츠 경    | 국민자유당 |
|      | 1923년 | 알렉산더 리빙스턴 | 자유당     |
|      | 1929년 | 토머스 램지       | 자유당     |
|      | 1931년 | 토머스 램지       | 국민자유당 |
|      | 1935년 | 맬컴 맥밀런       | 노동당     |
|      | 1970년 | 도널드 스튜어트   | SNP        |
|      | 1987년 | 칼럼 맥도널드     | 노동당     |
|      | 2005년 | 앵거스 맥닐       | SNP        |
|      | 2023년 | 앵거스 맥닐       | 무소속     |
|      | 2024년 | 토커일 크릭턴     | 노동당     |

## 역대 선거 결과

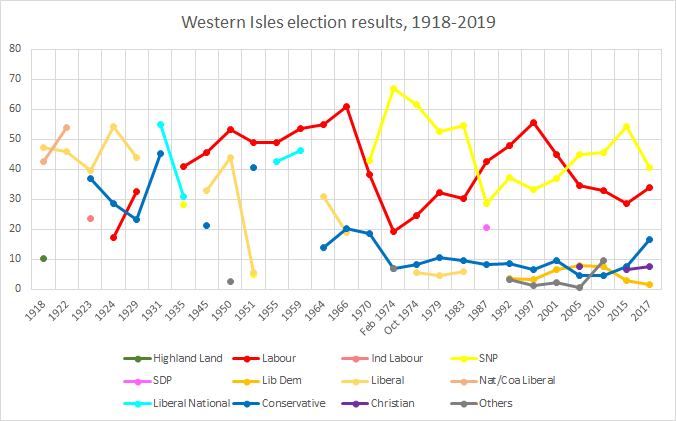
1918년 총선 이후 선거 결과

### 2020년대
|  | 49.5% |

|  | 21.1% |

|  | 10.1% |

|  | 5.2% |

|  | 4.8% |

|  | 3.7% |

|  | 2.9% |

|  | 2.8% |

### 2010년대
|  | 45.1% |

|  | 28.3% |

|  | 22.2% |

|  | 4.4% |

|  | 40.6% |

|  | 33.8% |

|  | 16.5% |

|  | 7.5% |

|  | 1.7% |

|  | 54.3% |

|  | 28.6% |

|  | 7.6% |

|  | 6.6% |

|  | 2.9% |

|  | 45.7% |

|  | 32.9% |

|  | 9.6% |

|  | 7.5% |

|  | 4.4% |

### 2000년대
|  | 44.9% |

|  | 34.5% |

|  | 7.9% |

|  | 7.6% |

|  | 4.4% |

|  | 0.7% |

|  | 45.0% |

|  | 36.9% |

|  | 9.5% |

|  | 6.5% |

|  | 2.2% |

### 1990년대
|  | 55.6% |

|  | 33.4% |

|  | 6.6% |

|  | 3.1% |

|  | 1.3% |

|  | 47.8% |

|  | 37.2% |

|  | 8.5% |

|  | 3.4% |

|  | 3.1% |

### 1980년대
|  | 42.7% |

|  | 28.5% |

|  | 20.7% |

|  | 8.1% |

|  | 54.5% |

|  | 30.1% |

|  | 9.6% |

|  | 5.8% |

### 1970년대
|  | 52.5% |

|  | 32.3% |

|  | 10.6% |

|  | 4.6% |

|  | 61.5% |

|  | 24.7% |

|  | 8.3% |

|  | 5.5% |

|  | 67.1% |

|  | 19.2% |

|  | 6.9% |

|  | 6.9% |

|  | 43.1% |

|  | 38.4% |

|  | 18.5% |

### 1960년대
|  | 61.0% |

|  | 20.2% |

|  | 18.8% |

|  | 55.1% |

|  | 30.9% |

|  | 14.0% |

### 1950년대
|  | 53.6% |

|  | 46.4% |

|  | 48.8% |

|  | 42.7% |

|  | 48.8% |

|  | 40.7% |

|  | 5.6% |

|  | 5.0% |

|  | 53.2% |

|  | 44.1% |

|  | 2.7% |

### 1940년대
|  | 45.7% |

|  | 33.0% |

|  | 21.3% |

### 1930년대
|  | 41.0% |

|  | 30.9% |

|  | 28.1% |

|  | 54.8% |

|  | 45.2% |

### 1920년대
|  | 44.1% |

|  | 32.5% |

|  | 23.4% |

|  | 54.2% |

|  | 28.6% |

|  | 17.2% |

|  | 39.6% |

|  | 36.9% |

|  | 23.5% |

|  | 54.1% |

|  | 45.9% |

### 1910년대
|  | 47.3% |

|  | 42.5% |

|  | 10.2% |